# Biòfon Tonbilder
El biòfon Tonbilder va ser el nom amb el què l’Oskar Messter va batejar i patentar el seu mecanisme de sincronització electromecànica, que consistia en un sistema elèctric que feia funcionar a la mateixa velocitat els motors d’un projector de cinema i d’un gramòfon. En aquestes pel·lícules el so es reproduïa de forma paral·lela amb la imatge, solien durar de tres a quatre minuts i són considerades preformes de les pel·lícules sonores. Van ser molt ben acollides per l’audiència durant la producció cinematogràfica alemanya de 1903 a 1910.

## Tecnicisme
El principi de les “imatges sonores” estava basat en jugar amb una tira de pel·lícula i un disc amb l'enregistrament de so associat i reproduir-lo de forma paral·lela, on s'aconseguia crear la il·lusió de “viure, parlar i cantar imatges”. Els aparells de projecció d’imatge i el gramòfon es mantenien sincronitzats gràcies a diferents mètodes electromagnètics, on es connectava un projector de pel·lícules i un gramòfon a través d’un cigonyal i un motor elèctric. Aleshores, una marca en el registre indicava el punt en què havien de començar a reproduir el gramòfon i el projector simultàniament.
L’únic inconvenient era que s'havien de captar la imatge i el so de manera separada, i alhora reproduir-los en aparells diferents. Atès que la tecnologia de gravació d’àudio no era gaire avançada encara per a l’època, s'havia d’enregistrar a un artista cantant en temps real en una tremuja de recepció o parlant directament per un micròfon. Per tant, per primera vegada es va discutir en l'estudi de gravació que els actors gravessin les seves escenes en silenci i fessin com si parlessin movent la boca en sintonia amb l'escena, per a poder reproduir posteriorment el so al gramòfon. No obstant això, la capacitat dels antics registres dels gramòfons també era limitat, ja que la longitud màxima possible d’un film havia de ser de tres o quatre minuts de duració. D’altra banda, va permetre la reproducció de cançons individuals o números de varietat, però no llargues escenes d’acció.

## Reconeixement
El pioner de la pel·lícula alemanya Oskar Messter, va estrenar per primera vegada el seu aparell Biòfon al teatre Apollo de Berlin com a part d’un programa de varietats el 29 d’agost del 1903, on la seva projecció sonoritzada va obtenir un gran èxit entre el públic i entre la premsa.
El 1904, Messter va mostrar el seu biòfon amb pel·lícules parlades en anglès a la Fira Mundial de Saint Louis, Missouri, EUA, on va obtenir igualment un gran reconeixement. Va realitzar gravacions sonores especialment en anglès incloent l'antic Music Hall o The Whistling Bowery Boy de T. W. Thurban.
A partir del 1905, els teatres especials del Tonbilder van fer famosa l'òpera alemanya disponible per a públics de classe mitjana que no podien permetre's gaudir de les seves presentacions en viu.
Fins al 1907, el sector Tonbilder de la indústria cinematogràfica alemanya era dominada per Oskar Messter. Per als enregistraments de les seves pel·lícules sonores, Messter es va dedicar gairebé exclusivament a cantants populars de les òperes, com el tenor Siegmund Lieban, qui cantava el pròleg de l'òpera Bajazzo, o cantants com Henry Bender, Alexander Girardi, Otto Reutter, Gustav Schönwald i les germanes Rosa o Henny Porten. També, va assegurar la participació primerenca d’artistes de l'escena del cabaret i de salons de música de Berlín amb humoristes dels teatres, fins i tot en va poder dedicar a estrelles internacionals de dansa com Cléo de Mèrode, Otero i Saharet. L'èxit va ser tan gran que aviat l’any 1913 un total de 500 teatres havien instal·lat l’aparell de Messter a Alemanya, però també als teatres principals de l'estranger.

## Desenvolupament posterior
Messter havia estimat altres consideracions per solucionar el problema de la durada limitada dels enregistraments sonors. Aleshores, per tal de poder aconseguir una coincidència entre la imatge i el so, Messter va utilitzar motors síncrono-elèctrics al projector i al gramòfon, i va construir un reproductor de doble disc, en el qual alternativament es posava en marxa una plataforma giratòria, una caixa de so i un embut, de manera que es podrien enregistrar seqüències més llargues jugant amb els discos. Així doncs, es diu que el segon acte de l'opereta de Johann Strauss, Die Fledermaus, es va realitzar amb un durada de 20 minuts.
Messter també va considerar un sistema d'embut que permetia enregistrar el so gravant l'escena amb una càmera a través d’una paret de vidre, que reflectia el so de les veus de la gravació. Una solució costosa era fer funcionar el Biòfon amb aire comprimit. Messter va preparar entre el 1906 i el 1918 l'Auxetòfon, en el qual l'agulla de gramòfon conduïa una vàlvula que modulava el flux d'aire d'un compressor. Aquesta modificació feia produir una major pressió sonora, però també el soroll era més gran.

## Relació amb Léon Gaumont
El mecanisme del biòfon Tonbilder era molt similar al que va idear Léon Gaumont el 1901, quan inspirat pel quinetòfon de Thomas Alva Edison i amb l’ajuda de l'enginyer Léopold Decaux, va construir el seu prototip de Chronòfon. El 7 de novembre de 1902 Gaumont va presentar davant la Societé Française de Photographie tres pel·lícules per mitjà del seu Chronòfon, que va batejar amb el nom de Phonoscènes. En la primera d’elles es mostrava a ell mateix parlant d’un sistema fotogràfic i les altres dos representaven danses acompanyades per música. No obstant això, segons el testimoni del propi Gaumont, quasi ningú va poder distingir les paraules que ell havia pronunciat en la seva pel·lícula, degut a la mala qualitat de la reproducció de seu Chronòfon. Aquesta dificultat tècnica va determinar que Gaumont realitzés molt poques Phonoscènes entre 1903 i 1905.
En qualsevol cas, a França, les imatges sonores eren produïdes per Léon Gaumont, a Alemanya per Oskar Messter i a Amèrica per Thomas Alva Edison. I a causa que era complicat comercialitzar Phonoscènes francesos a Alemanya i de la mateixa manera, les pel·lícules de Tonbilder alemanyes a França, Messter i Gaumont van arribar a un acord, on Messter no comercialitzava en França si Gaumont, per la seva part, tampoc ho feia a Alemanya. Més tard, les màquines van ser venudes per ambdós fabricants i també es van oferir junts sota una marca combinada anomenada Gaumont- Messter Chronophon-Biophon.

## Competència
Durant uns anys, Messter va posar tots els seus recursos al Biòfon Tonbilder, que representava en el 1907 el 83% de la producció de la seva empresa i el 90% en el 1908. Però, altres productors del cinema alemany van començar la seva pròpia producció de “Tonbilders” i van agrupar màquines per gravar i reproduir aquestes pel·lícules, comparables a les de Messter i Gaumont. Alfred Dusker va produir un Cinephon, Karl Geeyr va construir el Ton-Biograph per a la companyia Deutcshe Mutoskop und Biograph GmbH, Guido Seeber va desenvolupar el Seeberophon.
Aviat, una dotzena de màquines competien a Alemanya, aportant resultats comparables amb solucions tècniques molt similars. La forta competència va provocar dràstiques caigudes de preus per al Tonbilder. Molts venedors van produir pel·lícules més econòmiques que Messter, aprofitant el sistema de reproducció essencial de l'enregistrament del Biòfon Tonbilder; van utilitzar discos de cantants coneguts, però van deixar el cant sincronitzat per a actors menys coneguts. Messter, que va obtenir més de 35 patents per al Biòfon Tonbilder entre 1903 i 1908, va lluitar amb una forta campanya publicitària contra les imitacions i va demandar a Alfred Duskes, l'empresa Deutcshe Mutoskop und Biograph GmbH i altres competidors. D’aquesta manera, es va dictaminar que els propietaris que utilitzessin màquines diferents a les de Messter serien amenaçats amb accions judicials. Malgrat això, aquesta estratègia es va abandonar ràpidament, ja que era contraproduent demandar als propietaris de les sales de teatre, els quals eren consumidors potencials dels seus biòfons Tonbilder. Sent així, la bonança de Tonbilder havia acabat. En el 1908, Messter va produir 40 pel·lícules amb el Biòfon Tonbilder i 8 pel·lícules mudes. En el 1909, només 3 més amb el Tonbilder i 10 pel·lícules mudes. La durada limitada per part del gramòfon, el problema de sincronització i l'esclat de la Primera Guerra Mundial, va comportar que l'interès del públic disminuís i les “pel·lícules sonores” tornessin a desaparèixer gradualment.

## Arxius restants
En els arxius alemanys es donen molt poques imatges sonores. Segons Oskar Messter, es van produir prop de 1.500 imatges sonores a Alemanya, de les quals només hi ha alguns exemples disponibles avui. L'historiador de cinema Martin Loiperdinger assumeix una taxa de pèrdues del 99 per cent. Les raons d'aquesta pèrdua s'afirma a la combinació de gravar imatges en el rotllo de pel·lícula i gravar l'enregistrament del so separadament. Alguns exemples que s'han conservat i restaurat inclouen els següents:
- "Dickson Experimental Sound Film" (1895)
- "Cançó de soroll" de "sang de l'artista" (Data desconeguda)